# کالیوپ (موسیقی)

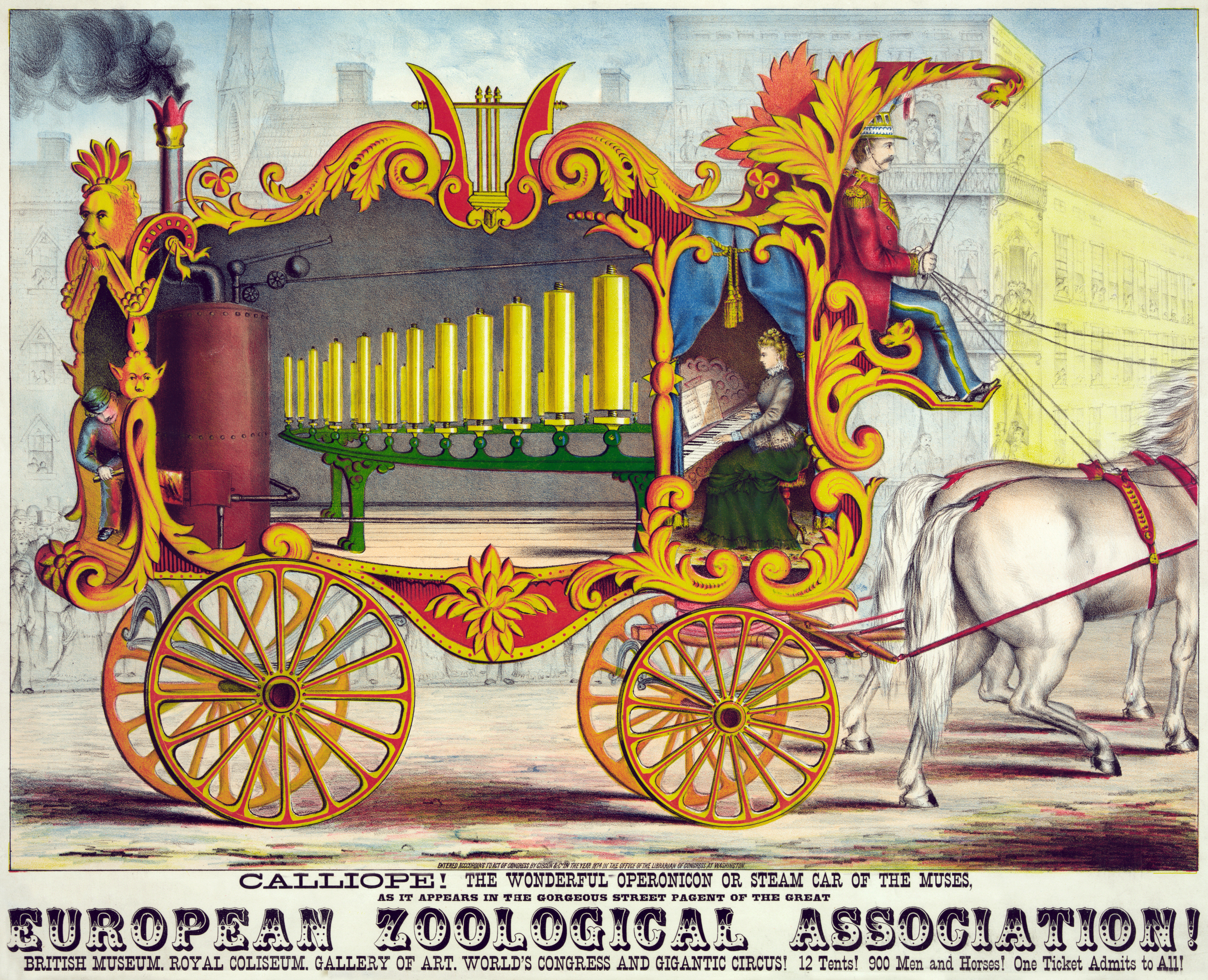
یک پوستر تبلیغاتی کالیوپ مربوط به سال ۱۸۷۴ میلادی

کالیوپ (به انگلیسی: Calliope) یک آلت موسیقی است که با فرستادن گاز به داخل آن — که ابتدا از بخار استفاده می‌شده و اخیراً از هوای فشرده استفاده می‌شود — صدای سوت مشابه سوت لوکوموتیو تولید می‌کند.
صدای کالیوپ معمولاً بسیار بلند است. حتی صدای بعضی از کالیوپهای کوچک نیز تا کیلومترها قابل شنیدن است. هیچ راهی برای تغییر میزان صدا و بلندی آن وجود ندارد. از لحاظ موسیقی، هنر نواختن کالیوپ فقط در زیروبمی، ریتم و مدت زمان نت‌ها است.
کالیوپ بخار به عنوان ارگ بخار یا پیانوی بخار نیز شناخته می‌شود. کالیوپ هوا محور را گاهی کالیافون می‌نامند، نامی که نورمن بیکر (Norman Baker) به آن داده‌است. اما نام کالیافون توسط شرکت ماینر برای سازهای تولید شده به نام تنگلی (Tangley) ثبت شده‌است.
کالیوپ می‌تواند توسط یک نوازنده با صفحه کلید یا به‌طور مکانیکی نواخته شود. عملکرد مکانیکی ممکن است توسط درامی شبیه به درام جعبه موسیقی یا با رول مشابهی که با آن پیانو نواخته می‌شود باشد. برخی از این سازها دارای یک صفحه کلید و یک مکانیزم برای عملکرد خودکار هستند، برخی دیگر از آن‌ها فقط صفحه کلید یا فقط مکانیزم عملکرد خودکار دارند. همچنین برخی از کالیوپها را می‌توان از طریق رابط MIDI نواخت.

## تاریخچه
جوشوا سی استودارد (Joshua C. Stoddard) اهل ووستر، ماساچوست در تاریخ ۹ اکتبر ۱۸۵۵ کالیوپ را اختراع کرد. اگرچه طراحی او تقلیدی از ایده‌های قبلی مانند شیپور بخار است که در ۱۸۳۲ طراحی شده و بعداً به عنوان سوت قطار شهرت یافت.
در سال ۱۸۵۱، ویلیام هویت (William Hoyt) از دوپونت (Dupont) ایندیانا مدعی شد که کالیوپ استودارد، برداشتی از ایده اوست که هرگز آن اختراع را ثبت نکرده بوده‌است. بعدها یکی از کارمندان شرکت موسیقی آمریکایی استودارد به نام آرتور اس. دنی (Arthur S. Denny) تلاش کرد تا یک کالیوپ ارتقاء یافته را در بازار اروپا عرضه کند، اما موفق نشد. در سال ۱۸۵۹، او این ساز را در کریستال پالاس شهر لندن به نمایش گذاشت. بر خلاف سایر کالیوپهای قبل یا بعد از آن، کالیوپ ارتقاء یافته دنی می‌تواند به نوازنده این امکان را بدهد که فشار بخار و در نتیجه میزان صدای موسیقی را هنگام نواختن کنترل کند.